# Млаше (Душетский муниципалитет)
Млаше (груз. მლაშე) — село в Грузии, в муниципалитете Душети края Мцхета-Мтианети. 

## География
Село расположено в центральной части края, в 8 километрах по прямой к югу от центра муниципалитета Душети. Высота центра — 940 метров над уровнем моря.

## Население
По данным переписи населения 2014 года, в селе проживало 423 человека.
| Год  | Население | Мужчины | Женщины |
| ---- | --------- | ------- | ------- |
| 2002 | 461       | 201     | 260     |
| 2014 | 423       | 215     | 208     |